# 静かな中性子星
静かな中性子星(Radio-quiet neutron star)は、他の多くの中性子星のように電波を放出していないように見える中性子星である。ほとんどの中性子星はパルサーであり、電波を放出する。クォークで構成された理論上の中性子星類似天体であるクォーク星は、ある理論によると、電波を出さないとされる。
しかし、よりもっともらしいこととしては、静かな中性子星は、単にパルスが我々の方向に向いていないだけのパルサーであるかもしれない。パルサーが自転すると、その磁極から電波が放出される。磁極が自転軸上になく、観測者と結んだ線を横切っていれば、恒星の磁極の近くからの電波の放出を観測することができる。恒星の自転のため、この放出はパルス状に見え、「灯台効果」と呼ばれる現象が起きる。

## 静かな中性子星の一覧
- 1E 1207.4-5209
- RX J185635-3754
- とも座A超新星残骸にあるRX J0822-4300
- RX J0720.4-3125
- PKS 1209-51/52超新星残骸にある中性子星
- ゲミンガ